# Kōta Amano
Kōta Amano (japanisch 天野 恒太 Amano Kōta; * 22. Juni 1987 in Fujinomiya) ist ein ehemaliger japanischer Fußballspieler.

## Karriere
Amano erlernte das Fußballspielen in der Schulmannschaft der Tokoha Gakuen Tachibana High School und der Universitätsmannschaft der Kokushikan-Universität. Seinen ersten Vertrag unterschrieb er 2011 beim SC Sagamihara. Am Ende der Saison 2012 stieg der Verein in die Japan Football League auf. Am Ende der Saison 2013 stieg der Verein in die J3 League auf. Für den Verein absolvierte er 90 Ligaspiele. Ende 2016 beendete er seine Karriere als Fußballspieler.